# Yahia Attiyat Allah
Yahia Attiyat Allah El Idrissi, född 2 mars 1995 i Safi, är en marockansk fotbollsspelare som spelar för Wydad AC och Marockos landslag.

## Landslagskarriär
Attiyat Allah debuterade för Marockos landslag den 29 mars 2022 i en 4–1-vinst över Kongo-Kinshasa. I november 2022 blev Attiyat Allah uttagen i Marockos trupp till VM 2022.